# 록키와 불윙클 쇼
록키와 불윙클 쇼(The Rocky and Bullwinkle Show)는 미국의 애니메이션 시리즈이다.